# Concerto per pianoforte e orchestra n. 11 (Mozart)
Il Concerto per pianoforte e orchestra n. 11 in Fa maggiore K 413 fu composto da Mozart insieme ai compagni K 414 e K 415, tra il 1782 e il 1783, all'indomani del suo trasferimento da Salisburgo a Vienna. 
In una lettera al padre del 28 dicembre 1782, il compositore rivela le sue idee su questi tre concerti, concepiti appositamente per il vario pubblico viennese:
A testimonianza della calorosa accoglienza che il pubblico viennese riservò a questo gruppo di concerti, il «Cramers Magazin» riportava questa recensione, datata 22 marzo 1783: 
Il concerto K 413 è strutturato in tre movimenti: un esuberante Allegro iniziale, un Larghetto tipicamente rococò e un Tempo di Menuetto conclusivo.
Il primo tempo è caratterizzato dalla presenza di temi molto semplici, con struttura armonica lineare, senza difficoltà tecniche, in cui evidente è l'adesione allo spirito musicale di J.C. Bach o ad opere di Johann Samuel Schroeter. Unico rilievo è dato alla prima entrata del solista, per la quale Mozart riserva una struttura che si inserisce in una sorta di canone degli archi, concludendo così l'esposizione dell'orchestra.
Il secondo movimento rievoca motivi di carattere rococò, per la presenza di una melodia sviluppata su un basso continuo, e presenta sonorità affini allo stesso movimento della Sonata K 322.
All'ultimo movimento è affidato l'inserimento di nuovi episodi tematici: se generalmente nei concerti di Mozart il minuetto finale si evolve in un rondò, in questo caso questa forma musicale è sviluppata per 32 battute (con alternanza tra pianoforte e orchestra) che nella riesposizione diventano 84, attraverso l'inserimento di motivi diversi.

## Dati sull'opera
Movimenti
- Allegro (3/4, Fa maggiore)
- Larghetto (4/4, Si bemolle maggiore)
- Tempo di Menuetto (3/4, Fa maggiore)

Luogo e data di composizione
- Vienna, dicembre 1782 - gennaio 1783

Luogo e data della prima esecuzione
- Burgtheater di Vienna, 22 marzo 1783, pianista e direttore Wolfgang Amadeus Mozart alla presenza dell'imperatore Giuseppe II d'Asburgo-Lorena

Prime edizioni a stampa
- Artaria, Vienna 1785